# С Рождеством
«С рождеством» (англ. Merry Christmas) — итальянский комедийный фильм, снятый режиссёром Нери Паренти в 2001 году.

## Сюжет
Действие фильма происходит в гостинице в Амстердаме.
У лётчика Фабио Тривеллоне есть две семьи: он замужем и за Селваджией, и за Сереной. Однажды он решает поехать в Голландию со Сереной и с её сыном Маттео. Но в Амстердаме его уже ждут Селваджиа и Мартина, дочь Фабио и Селваджии. Фабио должен держать семьей подальше друг от друга.
Енрико Карли, владелец завода куличей «панеттоне», вынужден проводить каникулы с зятем Чезаре, которого он не любит. Они идут
в ночной клуб, где некоторые преступники снимают Енрико со стриптизёршами, и его шантажируют, но Чезаре его спасает.
Могильщикам Макс и Бруно надо доставить прах
старого мужчины жену, чтобы получить чек. Но они теряют урну, в которой прах. Гей-швейцар гостиницы им помогает искать вазу.

## В главных ролях
- Кристиан Де Сика — Фабио Тривеллоне
- Массимо Больди — Енрисо Карли
- Биаджо Иццо — швейцар гостиницы
- Енцо Сальви — Чезаре Мандрионе
- Марко Ианноне — Маттео Тривеллоне
- Сарах Калоджеро — Мартина Тривеллоне
- Макс Каваллари — Макс
- Бруно Арена — Бруно
- Емануела Фольеро — Серена Тривеллоне
- Паула Васкес — Сельваджиа Тривеллоне